# Luci Cassi Hemina
Luci Cassi Hemina (en llatí Lucius Cassius Hemina) va ser un historiador i annalista romà que va viure al segle ii aC.
Segons Censorí, Cassi Hemina era viu l'any 146 aC, un any que va ser memorable per la destrucció de Cartago i de Corint, i per la celebració dels Jocs Seculars. Hemina va ser l'autor d'una obra, amb un estil poc apreciat per a aquells que el mencionen, uns Annals o Història de Roma, que comprenien des dels inicis de la ciutat fins a la seva època. Només es coneix el títol i el tema del quart llibre, Bellum Punicum posterius. Els continguts dels llibres anteriors només són conjectures, encara que Priscià de Cesarea cita un volum cinquè i indica que segurament n'hi havia de posteriors. Pel que se sap de la seva història seguia el mètode de descripció de Cató el Vell.